# María Capovilla
María Esther Heredia Lecaro, vedova Capovilla (Guayaquil, 14 settembre 1889 – Guayaquil, 27 agosto 2006), è stata una supercentenaria ecuadoriana vissuta 116 anni e 347 giorni.
È stata l'ultima persona in vita fra i nati documentati negli anni 80 del XIX secolo. È la quattordicesima persona più longeva della storia, ed è inoltre, dietro a Francisca Celsa dos Santos per soli due giorni, la seconda persona più longeva di sempre di tutta l'America meridionale.

## Biografia
María Esther Heredia Lecaro nacque il 14 settembre 1889 da un'agiata famiglia ecuadoriana: il padre, di origine spagnola, era un colonnello dell'esercito nazionale. Terza di cinque figli, durante l'infanzia soffrì di una certa fragilità fisica; venne dunque portata a risiedere in una fattoria della zia, nei pressi della sua Guayaquil, dove consumò giornalmente sia latte caprino che d'asina. Iniziò ad andare a scuola a 11 anni, quando il primo istituto fu inaugurato.
In gioventù coltivò le arti, la musica, la pittura, il ricamo e la danza, amando particolarmente il valzer. Da adulta consumava sempre tre pasti, senza mai fumo e alcolici forti: rivendicò infatti di bere «solo un piccolo bicchiere di vino a pranzo e niente di più».
Nel 1917, a 27 anni, sposò un uomo italiano di etnia veneta, nato a Pola, in Istria, nell'allora Impero austro-ungarico, Antonio Capovilla. Questi, venuto alla luce nel 1864, dopo un periodo nell'esercito cileno come ufficiale e ingegnere, si era trasferito in Ecuador, dove, sempre nell'ambito militare, aveva ricoperto importanti ruoli nella flotta, in qualità di esperto di mine navali e siluri. 
Antonio morì nel 1949 ad 85 anni. Dal matrimonio nacquero cinque figli: il primo, nato nel 1918, morì a 2 anni nel 1920; Emma, la figlia maggiore, venne alla luce nell'anno della morte del fratello, scomparve nel 1999 a 79 anni. I tre figli minori erano invece tutti vivi negli anni di fama internazionale della donna: Hilda, nata nel 1924, Irma, nata nel 1926, e Annibal, nato nel 1928. Negli ultimi vent'anni della sua vita visse presso la casa della figlia più anziana vivente, Hilda.
A 103 anni soffrì di un grave disturbo gastrico che la costrinse a letto e la indebolì al punto che un sacerdote le somministrò l'estrema unzione. Tuttavia si riprese, e per quanto indebolita, godette sempre di ottima salute. Infatti sino ai 111 anni fu in grado di camminare senza l'ausilio di un qualsiasi tipo di strumento. Più tardi necessitò di un deambulatore. Sino a 114 anni era ancora in grado di uscire di casa; conservava la maggioranza delle sue abitudini di vita, tra le quali svegliarsi abbastanza tardi la mattina, consumare regolarmente tutti i pasti, riposare nel primo pomeriggio e andare a letto presto. Per quanto riguarda le sue abitudini alimentari, faceva colazione con caffè e latte caldo, accompagnati da pane con marmellata o formaggio. Per pranzo gradiva particolarmente lenticchie e pollo, mentre nel pomeriggio consumava cibi dolci, come gelato o torte.
Negli ultimi due anni di vita la sua salute iniziò a declinare più vistosamente: smise di uscire di casa, la sua memoria si indebolì e ebbe maggiori difficoltà a camminare. Tuttavia continuava a leggere il giornale con qualche difficoltà ma senza occhiali. A 116 anni venne ricoverata per un disturbo allo stomaco; per quanto riuscì a guarire, la malattia la indebolì e questo le fece perdere la capacità di camminare autonomamente (anche se con deambulatore); d'allora in avanti avrebbe necessitato dell'aiuto di due persone. Poco più tardi, dopo la verifica dei documenti spediti dalla famiglia al Guinness dei Primati, il 9 dicembre 2005, María Capovilla venne "incoronata" Decana dell'umanità, sottraendo il titolo alla statunitense Elizabeth Bolden e annullando il riconoscimento dato all'olandese Hendrikje van Andel-Schipper (1890-2005); venne dunque indicata come Decana retroattivamente dalla morte della portoricana Ramona Trinidad Iglesias-Jordan (1889-2004).
A partire dal 2006 la sua salute subì un ulteriore calo: con forti difficoltà d'udito, continuò a leggere giornali e a guardare la televisione, comunicando a stento con i familiari, e solo con l'ausilio di apparecchi esterni. È stato inoltre indicato avesse difficoltà a rimanere in stazione eretta sulla sua poltrona, senza però rinunciare al suo ventaglio. Estremamente religiosa, continuò a pregare molto frequentemente, durante la mattina e la notte.

### Morte
Il 25 agosto 2006, nonostante fosse «in forma», María Capovilla contrasse una polmonite, che la costrinse ad un'ospedalizzazione immediata. La donna, debilitata dalla malattia, morì il 27 agosto, due giorni dopo il ricovero. Il suo decesso venne definito come inaspettato dai familiari, certi che sarebbe giunta al suo 117º compleanno, che sarebbe stato celebrato solo 18 giorni dopo la sua scomparsa. Le sopravvissero tre dei cinque figli, 12 nipoti, 20 bisnipoti e 2 tris-nipoti, il più giovane dei quali nato nel febbraio 2003.